# Marcel Beekman
Marcel Beekman (* 3. September 1969 in Zwolle, Provinz Overijssel) ist ein niederländischer Tenor.
Zunächst Gesangsausbildung bei Frauke Vonk, als Knabensopran. 1982 erschien seine erste Plattenaufnahme. 1993 schloss er das Gesangsstudium am Konservatorium in Zwolle bei Felix Schoonenboom ab und setzte bei Margreet Honig in Amsterdam die Ausbildung fort.
Beekman sang mit renommierten Orchestern wie den Berliner Philharmonikern, Münchner Philharmoniker, Musica Antiqua Köln, dem Schönberg Ensemble, Sinfonietta Amsterdam, der Nederlandse Bachvereniging, Netherlands Philharmonic, Rotterdam Philharmonic u. a. und trat bei internationalen Festivals auf. Sein Repertoire umfasst Barockmusik (François Couperin, Georg Friedrich Händel u. a.), Johann Sebastian Bach und Komponisten des 20. Jahrhunderts (Benjamin Britten, Mauricio Kagel, Louis Andriessen, Calliope Tsoupaki u. a.). Auf der Opernbühne sang er in Monteverdis L’Orfeo, Rameaus Les Indes Galantes und Platée, in Alceste von Gluck, sowie die Titelpartie in Willem Breukers Oper Jona.
Beekman lebt in Amsterdam.
| Personendaten    | Personendaten           |
| ---------------- | ----------------------- |
| NAME             | Beekman, Marcel         |
| KURZBESCHREIBUNG | niederländischer Tenor  |
| GEBURTSDATUM     | 3. September 1969       |
| GEBURTSORT       | Zwolle, Provinz Holland |